# Gromice
Gromice – wieś w Polsce położona w województwie mazowieckim, w powiecie płockim, w gminie Bodzanów.
W skład sołectwa Gromice i Archutowo wchodzi także wieś Archutowo.
Od 1 stycznia 1973 do 31 grudnia 1974 w gminie Bulkowo. 1 stycznia 1975 sołectwo Gromice włączono do gminy Bodzanów.
W latach 1975–1998 miejscowość administracyjnie należała do województwa płockiego.